# Zostera novazelandica
Zostera novazelandica là một loài thực vật có hoa trong họ Zosteraceae. Loài này được Setch. miêu tả khoa học đầu tiên năm 1933.